# Nico Pulvermüller

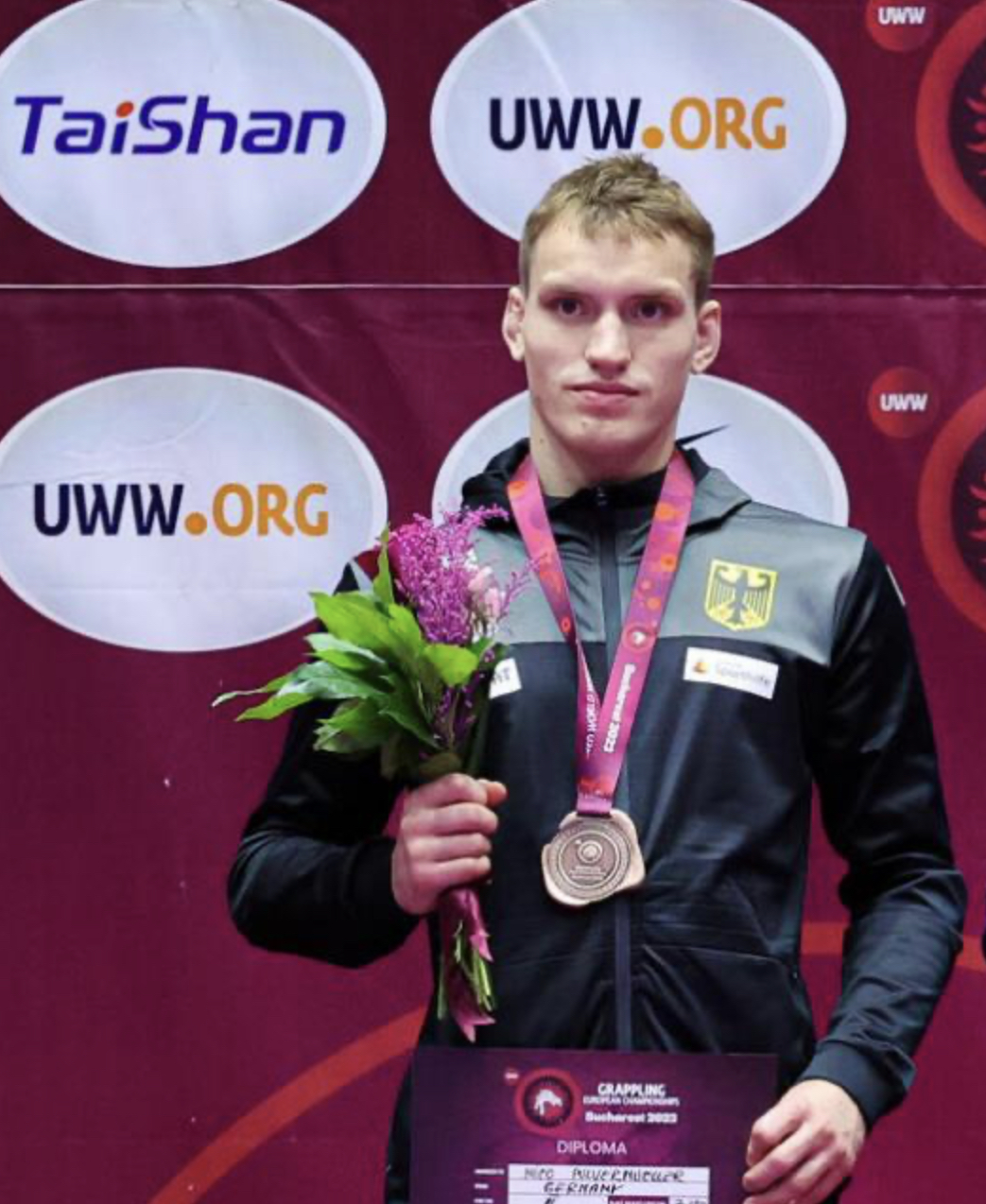
Nico Pulvermüller mit Bronzemedaille der Grappling-Europameisterschaften 2023

Nico Pulvermüller (* 29. Februar 2000) ist ein deutscher Kampfsportler des Grapplings, Brazilian Jiu Jitsu und Ringens.
Er ist seit 2022 aktives Mitglied der deutschen Grappling-Nationalmannschaft in der Gewichtsklasse -71 kg.

## Grappling
Bei der UWW-Grappling-Weltmeisterschaft in Pontevedra vom 14. bis 15. Oktober 2022 wurde Pulvermüller Vize-Weltmeister in der Kategorie Grappling. Bei den UWW-Grappling-Europameisterschaften in Bukarest vom 11.–12. März 2023 gewann er die Bronze-Medaille in der Gewichtsklasse bis 71 kg im Grappling No-Gi. Bei der UWW-Grappling Weltmeisterschaft vom 21.–24. August 2023 gewann Nico die Bronzemedaille in der Gewichtsklasse -71kg No-Gi. Bei den World Combat Games in Riyadh war Pulvermüller als Bundestrainer anwesend.
Bei der NAGA Germany 2022 gewann Pulvermüller Silber im Gi und Gold im No-Gi im Lightweight. Im Jahr zuvor trat er noch als Featherweight an und gewann auch dort bereits Silber in der Kategorie Gi und Gold in der Kategorie No-Gi. 2020 erhielt Pulvermüller bei der Deutschen Meisterschaft im Grappling der GAMMAF Silber in der Gewichtsklasse bis 77 kg.

## Brazilian Jiu Jitsu
Pulvermüller trägt den Braungurt im Brazilian Jiu Jitsu. Bei der AJP Europameisterschaft im No-Gi gewann er Silber in der Gewichtsklasse  bis 77 kg und Gold in der Lightweight Open-Class.

## Ringen
Seit 2022 tritt Pulvermüller für den RHL Gottmadingen/Taisersdorf in der Oberliga an.